# 원더풀 라이프 (드라마)
《원더풀 라이프》는 2005년 3월 7일부터 2005년 4월 26일까지 방영되었던 문화방송 월화드라마이다.
한편, 유진이 맡았던 정세진 역은 당초 한지혜가 캐스팅되었으나 극중 캐릭터가 자칫 비정상적으로 보일 수 있어 시청자들에게 좀더 편한 이미지로 다가갈 수 있다고 판단하여 유진이 대타로 들어갔다.
이 같은 캐스팅의 어려움도 있었지만 내용 문제 등의 이유 탓인지 기대 이하의 성적에 그쳤다.

## 출연진

### 주요 인물
- 김재원 : 한승완(21 ~ 28세) 역
- 유진 : 정세진(21 ~ 26세) 역
- 이지훈 : 민도현(21 ~ 26세) 역
- 한다감 : 이채영(21 ~ 26세) 역

### 승완네 가족
- 주현 : 한범수(50대 초반) 역 - 승완의 아버지, 엘팬종합건설 사장
- 선우용녀 : 윤태희(40대 후반) 역 - 승완의 어머니
- 정다빈 : 한신비(5세) 역 - 승완과 세진의 딸
- 최준용 : 한승필(28 ~ 34세) 역 - 승완의 형
- 윤현숙 : 백현주(28 ~ 34세) 역 - 승필의 아내

### 세진네 가족
- 김혜옥 : 표재경(40대 중반) 역 - 세진의 어머니, 소갈비집 운영
- 김효진 : 정일진(22 ~ 27세) 역 - 세진의 언니

### 그 외
- 이혜숙 : 장은조(40대 후반) 역 - 도현의 법적인 어머니, 키즈베어의 오너
- 김승민 : 소창명(21 ~ 26세) 역 - 승완과 도현의 항공학과 동기
- 권성현 : 유치원 선생님 역
- 김호진
- 김승환
- 강우석
- 윤희주
- 양현태
- 염재욱
- 오협
- 강보라
- 신동미
- 이상이
- 박성균
- 이승훈
- 강수정
- 안세미
- 이옥정
- 김남길
- 유정석
- 서성광
- 안서정
- 장남경

## 이모저모
- 당초 고수 강동원 주연의 <착한 사랑>을 영웅시대 후속[3]으로 방영할 예정이었으나 대본 작업 도중 문제가 발생하여 엎어지자 《원더풀 라이프》가 대타로 들어간 바 있었다.